# 近鉄モータース
近鉄モータース株式会社（きんてつモータース）は、かつて存在した自動車輸入・販売会社である。本社は東京都港区三田、のちに同区芝浦に所在した。

## 概要
1952年に創業。近鉄グループの一社で、ヤナセとともに輸入車ディーラーの老舗だった。米国・フォード・モーターの日本国内の総輸入元・総代理店でもあった。
近鉄グループ再編により近畿日本鉄道100%出資から親会社が近鉄百貨店に変更される。
2002年3月時期を同じくして負債と不動産等の等価交換を実施、東京本店は港区三田から港区芝浦（近鉄芝浦自動車整備の拠点）へ移転。
1977年以降、都イン・東京→三田都ホテルを従えた本社ビルを手放す事となる。同ホテルも閉館、跡地は住友不動産三田ツインビル西館に再開発された。
大阪支店は東大阪市水走から同吉田本町へ移転。
近鉄グループの経営再建策の一環で、2005年6月30日に自動車販売や住宅、外食産業などを擁するクインランドに経営権を譲渡され クインランド・カーズとなった。しかし、クインランドもわずか2年後の2007年に経営破綻し、その後は店舗ごとに別々の会社に譲渡され運営されている。

## 取り扱い車種
- フォード（リンカーン・マーキュリー・欧州フォード・豪州フォード）
- ボルボ
- ジャガー
- フォルクスワーゲン
- イベコ・マギルスはしご車
- ウィネベーゴ（英語）

## 店舗
- 東京本店 - 三田都ホテル1階、からホテルの閉鎖で港区芝浦の近鉄芝浦自動車整備跡地へ移転した。
- 埼玉営業所 - 上尾市
- 多摩営業所 - 立川市
- 東名横浜営業所 - 相模原市
- 静岡営業所 - 静岡市聖一色
- 名古屋支店 - 名古屋市鶴舞、愛知県西春日井郡豊山町へ移転した。
- ボルボカーズ緑 - 名古屋市緑区鶴が沢、ヤナセがボルボを継承。
- 大阪支店 - 東大阪市水走三丁目5-45、ワーゲン大阪東設立に伴い東大阪市吉田本町三丁目5-25へ移転した。
- ボルボカーズ東大阪 - 東大阪市稲田三島町1-3 近鉄バス稲田営業所隣接。
- ボルボカーズ東住吉 - 大阪市東住吉区今川
- ジャガー箕面 - 箕面市粟生新家
- ジャガー森ノ宮 - 大阪市城東区近鉄森ノ宮ビル1階
- ワーゲン大阪東 - 東大阪市吉田本町三丁目5-25

ほかに上本町駅（大阪市天王寺区）にショールームも設置していた。